# Culicoides rabauli
Culicoides rabauli är en tvåvingeart som beskrevs av John William Scott Macfie 1939. Culicoides rabauli ingår i släktet Culicoides och familjen svidknott. Inga underarter finns listade i Catalogue of Life.